# San Francesco riceve le stigmate (Domenico Veneziano)
San Francesco riceve le stigmate è un dipinto tempera su tavola (26,7x30,5 cm) di Domenico Veneziano, databile al 1445 circa e conservato nella National Gallery of Art di Washington. Si tratta del primo dei cinque pannelli della predella della Pala di Santa Lucia dei Magnoli (Uffizi), divisi fra più musei. Uno di questi, San Giovanni Battista nel deserto, si trova pure a Washington nello stesso museo.

## Storia
La pala decorò l'altare maggiore della chiesa di Santa Lucia dei Magnoli a Firenze probabilmente fino ai lavori di ristrutturazione del 1712-1715, quando venne spostata prima in sacrestia (documentata nel 1728) e poi su un altare laterale (1762). Nei primi anni dell'Ottocento la predella venne presumibilmente dispersa. Il pannello di San Francesco, venne forse acquistato da Osvald Sirén che lo portò a Stoccolma, dove venne poi acquistato il 6 maggio 1921 da Alessandro Contini-Bonacossi, che lo rivendette nel dicembre 1933 a Samuel H. Kress. L'opera fece poi parte della prima donazione del 1939 al nascente museo statunitense.

## Descrizione e stile
San Francesco, dall'aspetto insolitamente canuto, è inginocchiato verso destra, dove in alto, nel cielo, gli è apparso il crocifisso che lo rende partecipe dei suoi dolori conferendogli le stimmate. A destra assiste stupito alla scena l'inseparabile Fra' Leone, che con una mano copre il volto dalla luce del miracoloso evento.
L'opera è soprattutto straordinaria per l'ambientazione montana, realizzata in maniera del tutto innovativa, con le rocce appuntite composte come "prismi di luce" dai colori tenui e accesi. Si tratta di un'evoluzione del paesaggio rispetto alle tradizionali rocce scheggiate della tradizione bizantina e poi gotica (delle quali conserva comunque l'evidenza delle asperità), aggiornata alle nuove iconografie paesistiche di Masaccio nella Cappella Brancacci (Pagamento del tributo, Predica di san Pietro).
Amorevole è la cura dei dettagli, dal piccolo bosco sulla sinistra, al fiumiciattolo che scorre lungo il lato destro, rivelatori di un gusto di transizione tra tardo gotico e rinascimento, come dimostra anche una certa assenza di precisa collocazione spaziale delle figure, che non proiettano ombre. Più originale è invece la ricerca di espressività, nei gesti e nei volti dei protagonisti.
Il cielo inoltre non è più l'astratto fondo oro dei pittori precedenti, ma è un naturale colore azzurro venato di nubi e che si schiarisce verso l'orizzonte.